# Lo spione
(J.P. Melville - Le Doulos, 1962)
Lo spione (Le doulos) è un film del 1962 diretto da Jean-Pierre Melville.
Pellicola noir con protagonisti Jean-Paul Belmondo, Serge Reggiani e Jean Desailly.
Terzo noir dell'autore, dopo i successi di Bob il giocatore (Bob le flambeur) (1956) e de Le jene del quarto potere (Deux hommes dans Manhattan) (1959), il film è considerato uno dei migliori noir di sempre, pervaso da un'atmosfera di notevole suggestione, arricchita anche dall'uso del bianco e nero e dalla fotografia volutamente grigia e piovosa di Nicolas Hayer.
Il titolo originale francese significa, nel gergo dei poliziotti francesi ”cappello”, ossia “colui che ne porta uno”, cioè la talpa, l’informatore.

## Trama
Il rapinatore Maurice Faugel, uscito di prigione dopo aver scontato quattro anni, visita un suo vecchio conoscente, Gilbert Varnove, col quale aveva un conto in sospeso e, dopo averlo ucciso, lo deruba dei gioielli frutto di una grossa rapina e li nasconde durante la fuga, seppellendoli sotto un palo della luce.
Per crearsi un alibi, Faugel torna a casa sua, dove viveva con una ragazza, Thérèse, e poi riceve prima la visita di Jean, vecchio amico, e poi quella di Silien, un altro rapinatore, suo vecchio conoscente, che, chiacchierando, lo intrattiene per qualche ora e gli fornisce gli strumenti necessari per un altro colpo in una villa isolata, cui Faugel aspirava da tempo. La notte stessa, Faugel, dopo aver detto a Thérèse di sorvegliare la zona, si reca con un amico, Rémy, alla villa in questione e, dopo aver tenuto in ostaggio il vecchio guardiano, tenta di scassinare la cassaforte assieme a Rémy. Tuttavia, dopo circa un quarto d'ora, la polizia, cui è giunta una soffiata, giunge improvvisamente alla villa e i due malviventi sono costretti a fuggire.
Nella rocambolesca fuga a piedi per strada, Rémy viene colpito a morte dall'ispettore Salignari cui è giunta la soffiata mentre Faugel, pur ferito di striscio alla spalla, uccide l’ispettore con un colpo preciso e poi riesce a cavarsela, dileguandosi nel buio in una piccola stradina di periferia, ma di lì a poco, anch'egli cade a terra, privo di sensi.
Al suo risveglio, si ritrova a casa di un dottore amico che gli estrae la pallottola: è presente la moglie di un altro suo amico, Jean, la quale gli spiega di aver ricevuto una telefonata del marito, che le suggeriva appunto di recarsi dal dottore per assistere Faugel ferito.
Rimessosi in forze, Faugel consegna alla donna la mappa che indica il luogo ove è stata seppellita la refurtiva e comincia sospettare che qualcuno deve aver riferito l'idea del suo colpo alla villa alla polizia: deciso a trovare il cosiddetto spione e ad ucciderlo, comincia a mettersi sulle tracce di Silien, suo primo sospetto e probabile colpevole, dato il suo istinto da volpe e i contatti nella polizia.
Intanto Silien viene interrogato dalla polizia e acconsente a collaborare telefonando ai bar e locali notturni in cui potrebbe trovarsi Maurice che la polizia sospetta dell’assassinio del ricettatore, poi lui stesso si reca in un locale (Cotton Club) ove incontra Armand, il proprietario e Fabienne, una bella donna che era stata anche sua amante, attualmente amante di Lushenco, un gangster autore del colpo alla gioielleria, i cui preziosi si trovavano dal ricettatore Varnove. Poiché intanto Maurice è in prigione accusato dell’assassinio di Varnove, Silien suggerisce alla donna che gli autori del delitto Varnove siano stati Lushenco ed Armand; lei promette di aiutarlo perché ancora innamorata di lui e per liberarsi dei suoi sfruttatori; così si danno appuntamento per fuggire insieme non appena lei sarà libera dei gangster che Silien le assicura di sistemare. Silien si reca a casa di Lushenco dove intanto arriva anche Armand invitato da Fabienne per telefono; Silien li uccide entrambi e crea una messa in scena che appaia come un regolamento di conti fra i 2 rapinatori con la cassaforte aperta contenente i gioielli frutto della rapina.
Silien poi incontra Maurice e gli spiega quello che è successo: Thérèse era una informatrice della polizia e dunque era lei che aveva tradito informando l’ispettore Salignari della rapina in atto alla villa. Sempre Silien accorso alla villa aveva poi trascinato Maurice incosciente dal medico tornando poi da Thérèse ed eliminandola successivamente con l’aiuto di Jean, che nello spingere in un precipizio la macchina contenente Thérèse incosciente lascia un lembo del suo impermeabile nello sportello della macchina.
Intanto Silien consegna a Maurice il denaro prelevato dalla cassaforte di Lushenco e si avvia verso casa dove ha appuntamento con Fabienne avendo deciso di ritirarsi e vivere con lei. A questo punto Maurice resosi conto della innocenza di Silien, di cui aveva in precedenza sospettato durante la pregressa detenzione, riceve una telefonata che lo avvisa che sarà fatto in serata ciò che il suo compagno di cella gli aveva promesso: l'eliminazione di Silien! Monta dunque nell'auto di Jean che intanto è stato arrestato dalla polizia con l’accusa di essere l’assassino di Thérèse e raggiunge la casa di Silien prima che l’amico arrivi; ma quando entra in casa nel buio l’ex detenuto lo colpisce a morte scambiandolo per Silien. Silien arriva poco dopo e trova l’amico morente che riesce a indicargli dove si nasconde l’assassino: nonostante Silien lo ferisca gravemente costui riesce a colpire a morte Silien che ha solo il tempo, prima di spirare, di telefonare a Fabienne avvertendola che non riuscirà a raggiungerla quella sera.

## Produzione
Terzo noir dell'autore, dopo i successi di Bob il giocatore (Bob le flambeur) (1956) e de Le jene del quarto potere (Deux hommes dans Manhattan) (1959), il film è considerato uno dei migliori noir di sempre, pervaso da un'atmosfera di notevole suggestione, arricchita anche dall'uso del bianco e nero e dalla fotografia volutamente grigia e piovosa di Nicolas Hayer.

## Curiosità
Lo scrittore Mauro Gervasini, nel suo libro Il cinema poliziesco francese, definisce il film come il vero primo polar di Melville, senza se e senza ma.